# Viborg Fodsports Forening
El Viborg Fodsports Forening és un club de futbol danès del la ciutat de Viborg. Disputa els partits com a local a l'Estadi de Viborg.

## Història
El Viborg va néixer l'any 1896. En el seu palmarès destaquen la copa i supercopa daneses assolides l'any 2000.

## Números retirats
- 22  Søren Frederiksen, Davanter, (1989-94, 1995-96, 1998, 2001-05)

## Palmarès
- Copa danesa de futbol: 
  - 1999-00
- Supercopa danesa de futbol: 
  - 2000